# Ystads Allehandas kulturpris
Ystads Allehandas kulturpris är ett år 2002 instiftat kulturpris.

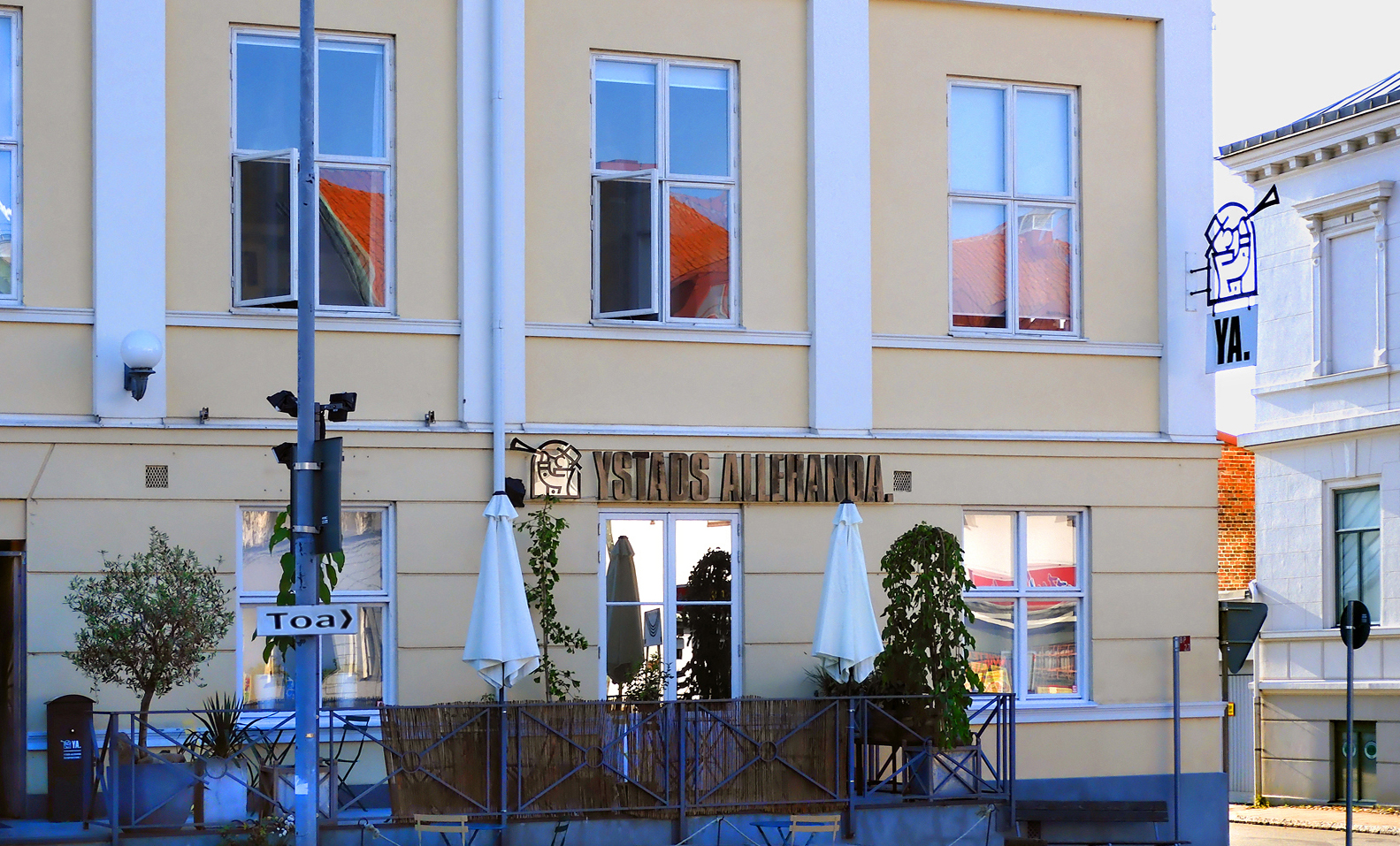
Ystads Allehanda.

Sedan 2003 utdelar dagstidningen Ystads Allehanda i Ystad i maj varje år ett kulturpris till en kulturpersonlighet eller kulturverksamhet med anknytning till tidningens region i sydöstra Skåne och Österlen. Prissumman var länge 25 000 kronor men är (2023) 30 000 kronor. Tidningens läsare får nominera kandidater, varefter en jury utser pristagaren.

## Pristagare
- 2003 Timotie Girardon, cirkusartist[3]
- 2004 Malin Nilsson, trollkonstnär[4]
- 2005 Bror Tommy Borgström, skådespelare och teaterchef[5]
- 2006 Hampus Lejon, konstnär[6]
- 2007 Le Battaillon des Fous, musikgrupp[7]
- 2008 Peter Anthonsson, musiker[8]
- 2009 Rebecka Nord, cirkusartist[9]
- 2010 Scen Österlen, barn-/ungdomskulturverksamhet[10]
- 2011 Christina Nilsson, operasångerska[11]
- 2012 Elena Alexandrova, skådespelerska[12]
- 2013 Camilla Backman, konstnär, kulturarrangör[13]
- 2014 Elna Jolom, glaskonstnär[14]
- 2015 Street Art Österlen, gatukonstverksamhet på Österlen[15]
- 2016 Frans Jeppsson-Wall, musikartist; delat med hans kreativa team Fredrik Andersson, Oscar Fogelström och Michael Saxell[16]
- 2017 Anne Swärd, författare[17]
- 2018 Rachel Tess, dansare och koreograf[18][1]
- 2019 Gylleboverket, konstnärskollektiv[19]
- 2020 Delat pris mellan: Kaj Persson, Nostalgicaféet i Tryde[20]; Sylvia Carlsdotter, kulturskolan Simrishamn[21]; Hannes Nilsson och Frida Green[22].
- 2021 Skillinge teater[23]
- 2022 Viktor Rosberg och Lukas Larsson[24]
- 2023 Borrby Bokby[25]
- 2024 Perikles[26]